# Red Wing (Minnesota)
Red Wing település az Amerikai Egyesült Államok Minnesota államában, Goodhue megyében, melynek megyeszékhelye is. Lakosainak száma 16 547 fő (2020. április 1.).

## Közlekedés
A települést érinti az Amtrak egyik távolsági vasúti járata is, az Empire Builder.

## Népesség
A település népességének változása:

| 2010 | 16 459 |
| 2020 | 16 547 |